# The Black and the Blue
The Black and the Blue è un singolo dei The Bats pubblicato nel 1991 in Australia e in Nuova Zelanda dalla Flying Nun Records.

## Tracce
Testi e musiche di Robert Scott.
1. The Black and the Blue – 3:15
2. Watch The Walls – 4:30

## Musicisti
- Paul Kean (basso, voce)
- Malcolm Grant (batteria)
- Robert Scott (voce, chitarra)
- Kaye Woodward (voce, chitarra)